# Мишима: Живот у четири поглавља
„Мишима: живот у четири поглавља“ (енгл. Mishima: A Life in Four Chapters) амерички је филм из 1985. у режији Пола Шрејдера о животу јапанског књижевника Јукија Мишиме, са посебним освртом на околности његовог самоубиства у згради Јапанских одбрамбених снага. Подељен је на четири краћа дела: „лепота”, „уметност”, „акција” и „хармонија мача и пера”. Филм има сложену структуру и састављен је од нехронолошког низа епизода груписаних у три кључна аспекта Мишиминог живота. Сваком аспекту одговара другачији стилски поступак. У црно-белим епизодама приказано је Мишимино одрастање и сазревање, кадрови снимљени реалистичном филмском техником приказају Мишимине последње дане пред самоубиство, док сцене снимљене у јарким и пастелним бојама са позоришном сценографијом представљају кратке екранизације романа: „Златни павиљон“, „Кјокина кућа“ и „Помамни коњ“. Сцена сексуалног узбуђења над сликом Светог Себастијана и сукоб школског силеџије и Мишиме из првог сегмента, адаптирани су из аутобиографског романа „Исповест маске“.
Пропраћен минималистичком музиком америчког композитора Филипа Гласа, „Мишима: живот у четири поглавља“ је необични портрет загонетне и парадоксалне личности. Са комплексном темпоралном структуром и разноликим визуелним ефектима добио је статус „уметничког филма“ и тиме се издвојио из нормативних шема америчког комерцијалног филма. Након премијере 25. маја 1985. на Канском филмском фестивалу, критичари су Шрејдерово остварење дочекали похвалама. Роџер Иберт га је уврстио у своју трећу књигу најбољих филмова тврдећи да је „Мишима: живот у четири поглавља“ уједно један од најнеобичнијих и најбољих биографских филмова икада снимљених. Пол Шрејдер га сматра својим најбољим филмом у каријери.